# Далеко...
«Далеко...» — второй студийный альбом российской поп-группы «Охо-хо», выпущенный 27 сентября 2000 года на лейбле «Видеосервис».

## Об альбоме
В 1999 году группа «Охо-хо» выпустила дебютный альбом «Все танцуют». Альбом «Далеко...» является вторым по счёту. Первый же сингл с этого альбома, песня «Далеко», стал большим хитом в России и в Германии, звучал на всех радиостанциях России. На него был снят видеоклип, в котором демонстрируются фрагменты выступления группы и фильма Виктора Волкова «Три сестрички», который вышел в 2001 году. Клип транслировался на всех музыкальных каналах.
Десятый сингл «Выпускной 2000» исполнен совместно с группой «140 ударов в минуту». В альбом также вошли две караоке-версии песен «Все танцуют» и «Далеко». Презентация альбома состоялась в развлекательном комплексе «Метелица» 27 сентября 2000 года. В ней приняли участие группы «Охо-хо», «140 ударов в минуту» и жена Вадима Цыганова — певица Вика Цыганова.

## Рецензии
Григорий Гольденцвайг в InterMedia отметил, что альбом «звучит по-прежнему провинциально и очень доходчиво», за «Интро» следует прочувствованная композиция «Далеко», украшенная до боли знакомым пением в унисон, выпадает из общего ряда душещипательных песен про лето-осень-зиму-выпускной композиция «Стасик», в композиция «До свидания» неожиданно предстает «эдаким квартетом „Секрет” образца 1987 года». Также он отметил, что «Слова — ерунда!» в «Не верь слезам» довольно ёмко характеризует отношение к тексту.

## Список композиций
| №   | Название                                     | Длительность |
| --- | -------------------------------------------- | ------------ |
| 1.  | «Intro»                                      |              |
| 2.  | «Далеко»                                     |              |
| 3.  | «Не верь слезам»                             |              |
| 4.  | «Небо»                                       |              |
| 5.  | «Стасик»                                     |              |
| 6.  | «... Или весна»                              |              |
| 7.  | «Наша любовь»                                |              |
| 8.  | «Он не придёт»                               |              |
| 9.  | «Летом и зимой»                              |              |
| 10. | «Выпускной 2000 (feat. 140 ударов в минуту)» |              |
| 11. | «До свидания»                                |              |
| 12. | «Intro»                                      |              |
| 13. | «Все танцуют (Караоке)»                      |              |
| 14. | «Далеко (Караоке)»                           |              |

## Видеоклипы
- 2000 — Далеко на YouTube
- 2000 — ... Или весна на YouTube

## Участники записи
- Вадим Цыганов — продюсер, музыка, слова (2, 4, 6-8, 13-14)
- Сергей Платонов — директор
- Тимур Гвания — слова (3, 9)
- Игорь Слуцкий — аранжировка (2, 4)
- Группа «Охо-хо» — слова (4)
- П. Степанов — аранжировка (3, 8-9)
- Олег Ураков — аранжировка (5-7)
- Сергей Конев — слова, аранжировка (10)
- Василий Богатырёв — слова, аранжировка (11)
- Леонид Шамшин — фотосессия
- Ирина Горбунова — стиль фотосессии
- Олег Кадышевский (OK! Design) — дизайн